# Tatasi
Tatasi är en ort i Bolivia.   Den ligger i departementet Potosí, i den södra delen av landet, 250 km söder om huvudstaden Sucre. Tatasi ligger 4 286 meter över havet och antalet invånare är 674.
Terrängen runt Tatasi är huvudsakligen kuperad, men åt nordost är den platt. Tatasi ligger uppe på en höjd. Runt Tatasi är det mycket glesbefolkat, med 5 invånare per kvadratkilometer.. Det finns inga andra samhällen i närheten.
Omgivningarna runt Tatasi är i huvudsak ett öppet busklandskap.